# 1125

## Esdeveniments
- Els venecians saquegen les illes de Rodes, Samos i Lesbos i ocupen Quios (possessions romanes d'Orient).
- La Xina assoleix els 100 milions d'habitants.

## Naixements
- 20 de novembre - Kaifeng (Xina):Lu You (xinès:陆游):de nom literari Fang Weng, i nom de cortesia Wu Guan, un dels més importants i prolífics escriptors xinesos de la dinastia Song meridional o del Sud (m. 1210).[1]